# Spiel gut
Das Gütesiegel „spiel gut“ wird vom Arbeitsausschuß Kinderspiel und Spielzeug e. V. für besonderes Spielzeug verliehen.
Dabei entscheidet ein ehrenamtliches und von Spielwarenindustrie und Spielwarenhandel unabhängiges Gremium aus Pädagogen, Psychologen, Ärzten, Technikern, Designexperten, Chemie- und Elektronikspezialisten, Umweltschützern und Eltern über die Vergabe.
Jährlich werden ca. 500 Artikel zur Kennzeichnung vorgeschlagenen, von denen etwa die Hälfte gekennzeichnet wird. Die Spielzeuge werden in Familien, Kindergärten oder ähnlichen Institutionen auf die „spiel-gut“-Kriterien getestet. Die Ergebnisse werden auf Fragebögen festgehalten. Auf Grundlage dieser Fragebögen entscheidet der „spiel-gut“-Ausschuss über die Vergabe des Zeichens. Die gekennzeichneten Spielzeuge werden stichprobenartig kontrolliert.
Im Online-Verzeichnis sind über 8000 ausgezeichnete Spielzeuge verzeichnet.

## Kriterien von „spiel gut“
Mit dem „spiel-gut“-Zeichen werden Kinderspielzeuge ausgezeichnet, die auf Funktion, Spielwert und gesundheitliche bzw. ökologische Aspekte hin geprüft wurden.
„spiel-gut“-Spielzeug
- soll vielfältige Spielmöglichkeiten aufweisen
- soll die Phantasie der Kinder anregen
- soll in Größe und Menge angemessen sein
- soll in Form und Farbe möglichst einfach gehalten sein
- muss dem Kind verständlich sein (Konstruktion und Mechanik usw.)
- muss das CE-Zeichen aufweisen
- muss einen angemessenen Preis haben
- soll umweltverträglich sein

Prüfschwerpunkte sind
- das Material – z. B. ist kein PVC erlaubt, die Materialien sollten wiederverwendbar sein
- die Produktion – z. B. wird niedriger Energieeinsatz positiv bewertet
- der Gebrauch – z. B. sollen die Spielzeuge keine reinen Verbrauchsgegenstände sein